# 353577 Gediminas
353577 Gediminas è un asteroide della fascia principale. Scoperto nel 2008, presenta un'orbita caratterizzata da un semiasse maggiore pari a 2,8683338 UA e da un'eccentricità di 0,0601284, inclinata di 1,10465° rispetto all'eclittica.